# Maayan Zikri
Maayan Zikri (hebräisch מעיין זיקרי; * 9. März 2003 in Cholon) ist eine israelische Rollstuhltennisspielerin.

## Karriere
Im Alter von zehn Jahren verlor Maayan Zikri ihren rechten Fuß bei einem Unfall in einem Vergnügungspark in den Niederlanden. Daraufhin begann sie mit Rollstuhlbasketball und war Teil der israelischen Jugendauswahl. Da es zu dem Zeitpunkt, als sie zu alt für die Junioren wurde, keine Damennationalmannschaft gab, wechselte sie zum Rollstuhltennis. Sie spielt seit 2019 auf der ITF-Tour und konnte mehrere Turniere niedrigerer Kategorie im Einzel oder Doppel gewinnen, im November 2021 stand sie auf Platz drei der Juniorenweltrangliste.
Maayan Zikri startete beim Dameneinzel der Paralympischen Spiele 2024 in Paris. In der ersten Runde setzte sie sich souverän gegen die Marokkanerin Najwa Awane durch. In der zweiten Runde traf sie auf die Titelverteidigerin, Weltranglistenerste und spätere Silbermedaillengewinner Diede de Groot, gegen die ihr kein Spielgewinn gelang.